# Karaul
Karaul è un film del 1990 diretto da Aleksandr Rogozhkin.